# 孙笑涛
孙笑涛（？—），男，中国数学家，现任天津大学应用数学中心教授、天津大学数学学院院长，研究领域为代数几何。

## 生平
1983年本科毕业于湖南师范大学。1987年毕业于华东师范大学，获硕士学位。1992年毕业于中国科学院数学与系统科学研究院系统科学研究所，获博士学位。2013年荣获中国数学会第十四届陈省身数学奖。